# Pokémon Mystery Dungeon: Blue Rescue Team và Red Rescue Team
Pokémon Mystery Dungeon: Blue Rescue Team và Pokémon Mystery Dungeon: Red Rescue Team là hai trò chơi Pokémon phát hành trên cả hai máy Nintendo DS và Game Boy Advance, thuộc dòng spin-off Pokémon Mystery Dungeon. Các trò chơi được phát triển bởi Chunsoft, được xuất bản bởi The Pokémon Company và được phân phối bởi Nintendo. Red Rescue Team là trò chơi Pokémon cuối cùng được phát hành cho Game Boy Advance. Hai phiên bản hầu hết giống hệt nhau, với Blue Rescue Team tận dụng các tính năng hai màn hình và tăng khả năng đồ họa và âm thanh của Nintendo DS. Trò chơi có sáu Pokémon được phép lựa chọn cho mỗi phiên bản.
Tương tự như các tựa game Mystery Dungeon khác, lối chơi roguelike xoay quanh các tầng hầm thay đổi ngẫu nhiên cần được người chơi và Pokémon đối tác của họ khám phá bằng các chiêu thức theo lượt. Câu chuyện tập trung vào người chơi bị biến thành Pokémon và bị mất trí nhớ, người sau đó gia nhập đội cứu hộ với Pokémon đối tác trong khi tìm ra họ là ai. Tính đến ngày 25 tháng 7 năm 2007, Pokémon Mystery Dungeon: Blue Rescue Team đã bán được 3,08 triệu bản trên toàn thế giới. Hai phần tiếp theo, Pokémon Mystery Dungeon: Explorers of Time và Explorers of Darkness, được phát hành tại Nhật Bản vào ngày 13 tháng 9 năm 2007 và tại Bắc Mỹ vào ngày 20 tháng 4 năm 2008. Hai tựa game mới này giới thiệu Pokémon thế hệ IV, các tính năng Wi-Fi được cải thiện và nhiều tùy chọn màn hình cảm ứng hơn.
Các trò chơi đã nhận được đánh giá tích cực, với lời khen ngợi về tính độc đáo của chúng, trong khi lối chơi và hình ảnh bị chỉ trích. Đến năm 2007, hai trò chơi đã bán được với hơn 5,25 triệu bản. Hai trò chơi đã được phát hành trên Virtual Console của Wii U tại châu Âu vào ngày 11 tháng 2 năm 2016, Nhật Bản vào ngày 23 tháng 3 năm 2016 và Bắc Mỹ vào ngày 23 tháng 6 năm 2016.
Phiên bản làm lại của trò chơi có tên Pokémon Mystery Dungeon: Rescue Team DX đã được phát hành vào ngày 6 tháng 3 năm 2020. Trò chơi có cơ chế lần đầu tiên được nhìn thấy trong Pokémon Super Mystery Dungeon, chẳng hạn như di chuyển lên cấp bằng cách sử dụng.

## Luật chơi
Người chơi bắt đầu ra như là một con người biến thành một Pokémon, có thể là một trong mười sáu Pokémon (Bulbasaur, Squirtle, Charmander, Cyndaquil, Totodile, Chikorita, Treecko, Torchic, Mudkip, Pikachu, Eevee, Machop, Cubone, Psyduck, Meowth và Skitty) và được xác định bằng một bài kiểm tra tính cách được thực hiện ở đầu trò chơi. Người chơi chọn một Pokémon đối tác là một trong mười Pokémon (không bao gồm sáu Pokémon cuối cùng được nêu ở trên và Pokémon cùng loại). Trò chơi dựa trên nhiệm vụ với nhiều công việc, có thể tìm thấy trên bảng thông báo, được yêu cầu qua thư hoặc bắt đầu thông qua các sự kiện trong câu chuyện, và bao gồm giải cứu Pokémon, giao vật phẩm và dẫn khách hàng. Nếu người chơi hoàn thành thành công một công việc, họ sẽ nhận được phần thưởng và Điểm cứu hộ, giúp tăng thứ hạng của đội.

## Cốt truyện
Người chơi thức dậy vào một ngày và phát hiện ra rằng họ đã bị biến thành Pokémon, mà không có bất kỳ ký ức nào về quá khứ của họ. Trong một thế giới bị tàn phá bởi nhiều thảm họa thiên nhiên - điều mới chỉ bắt đầu xảy ra gần đây - người chơi và một người bạn mới được hợp tác và thành lập một đội cứu hộ. Đội gặp các đội cứu hộ khác, bao gồm một đội cứu hộ được xếp hạng hàng đầu bao gồm Alakazam, Charizard và Tyranitar, được đặt tên là Đội ACT. Đội khiến kẻ thù vô tình với một đội cứu hộ khác, Đội Meanies, bao gồm Gengar, Ekans và Medicham, người tìm kiếm sự thống trị thế giới dưới sự ngụy trang của một đội cứu hộ. Đi vào cốt truyện không xa, người chơi được kể về một truyền thuyết về một Ninetales đang nguyền rủa một con người đã cố tình túm lấy đuôi của Ninetales. Ninetales dự đoán rằng con người cuối cùng sẽ được tái sinh thành một Pokémon và sự cân bằng tự nhiên của thế giới sẽ bị đảo lộn. Trong hành trình khám phá trí nhớ và mục đích bị mất của người chơi với tư cách là một Pokémon, nhóm hành trình đến nơi thầy bói Xatu cư trú. Xatu nhanh chóng nhận ra rằng người chơi đã từng là một con người và nói rằng sự biến đổi từ người sang Pokémon của người chơi gắn liền với các thảm họa tự nhiên. Cuộc trò chuyện này được nghe bởi Gengar của Đội Meanies, người tiết lộ bí mật của người chơi với người dân thị trấn và nói rằng việc loại bỏ Pokémon biến thành người trong truyền thuyết sẽ khiến thế giới trở lại bình thường.
Họ phải đối mặt với Alakazam, người nói rằng Pokémon đã tổ chức một cuộc họp ở thị trấn về những gì họ phải làm để cứu thế giới: họ phải tìm và giết người chơi và bất kỳ ai sát cánh cùng họ. Khi họ cho cả đội một đêm để trốn thoát, cả hai rời khỏi Quảng trường Pokémon như những kẻ chạy trốn và tìm đường đến vùng đông bắc nhất thế giới trong nỗ lực trốn tránh các đội hiện đang săn lùng họ. Trên đường đi, họ bắt gặp những con chim huyền thoại Moltres và Articuno, những người cảm nhận được ảnh hưởng của thảm họa trong khu vực tương ứng của họ. Họ làm bạn với một Absol tìm kiếm nguyên nhân thực sự của thảm họa thiên nhiên. Bộ ba đạt đến đỉnh Mt. Đóng băng chỉ để bị dồn vào chân tường bởi đội ACT. Họ sẵn sàng kết liễu người chơi và đối tác, nhưng bị Ninetales chặn lại, người tiết lộ rằng người chơi không phải là con người trong truyền thuyết và thế giới đang gặp nguy hiểm lớn hơn do sự thức tỉnh của Groudon. Đội ACT tiến hành thử và ngăn chặn Groudon, trong khi nhóm về nhà để xóa tan mọi nghi ngờ còn lại tại Quảng trường Pokémon. Sau một vài ngày, người chơi và đối tác lo lắng, vì Đội ACT đã không quay trở lại từ nhiệm vụ của họ để dập tắt Groudon. Yêu cầu giải cứu Đội ACT bị mất tích, Lombre từ chối để họ đi, nói rằng có rất nhiều Pokémon khó khăn hơn họ. Shiftry thuyết phục ba trong số những Pokémon mạnh nhất, Blastoise, Octillery và Golem, để thành lập một đội cứu hộ đặc biệt và đội cứu hộ Đội ACT. Sau một vài ngày, đội đặc biệt trở lại bị đánh bại.
Sau khi bị Gengar ngăn cản, người chơi và đối tác của ân có thể lấy lại tinh thần của mọi người và tình nguyện giải cứu Đội ACT. Khi nhóm đến Magma Cavern, họ thấy Charizard và Tyranitar bị đánh bại, với Alakazam chiến đấu chống lại Groudon một mình trước khi nhanh chóng bị đánh bại. Nhóm nghiên cứu đã đánh bại Groudon. Họ trở về thị trấn như những anh hùng, nhưng lễ kỷ niệm của họ chỉ diễn ra trong thời gian ngắn khi tin tức nghiêm trọng đến từ Xatu. Một thiên thạch khổng lồ, được tiết lộ là nguyên nhân thực sự của thảm họa thiên nhiên, đang hướng đến thế giới, đe dọa phá hủy nó. Cách duy nhất để ngăn chặn điều đó là yêu cầu sự giúp đỡ từ người bảo vệ bầu trời Rayquaza. Nó ít hơn hợp tác, nhưng sau một trận chiến, Rayquaza đồng ý sử dụng Hyper Beam của mình để phá hủy thiên thạch. Nhóm nghiên cứu reawakens trên mặt đất, được bao quanh bởi những người ủng hộ của họ, nơi họ thấy rằng thế giới an toàn một lần nữa. Tuy nhiên, người chơi phải trở lại thành người và bỏ lại thế giới Pokémon. Sau khi cuộn tín dụng, người chơi quay trở lại căn cứ của đội cứu hộ dưới dạng Pokémon và làm mọi người ngạc nhiên.
Thời gian trôi qua, nhiều bí mật được tiết lộ. Một mảnh vỡ của thiên thạch bị phá hủy mở ra một hang động bí mật dưới Whiscash Pond, cho phép tiến hóa. Sau đó được tiết lộ rằng một mảnh vỡ khác đập vào cánh của Latias và nhóm giải cứu cô tại Thung lũng Pitfall. Cuối cùng người ta phát hiện ra rằng Gengar là con người trong truyền thuyết; Sau khi không thoải mái nhận được sự giúp đỡ của người chơi, anh ta đã tìm cách loại bỏ phần lời nguyền ảnh hưởng đến đối tác cũ của anh ta là Gardevoir.